# Frumoasa (Călărași)
Frumoasa è un comune della Moldavia situato nel distretto di Călărași di 660 abitanti al censimento del 2004